# Noboru Tanaka (Regisseur)
Tanaka Noboru (japanisch 田中 登; * 15. August 1937 in Hakuba, Nagano in Japan; † 4. Oktober 2006 in Tokio) war ein japanischer Filmregisseur, der für seine Nikkatsu-Roman porno-Filme bekannt war, darunter drei von der Kritik anerkannte Filme, die als Shōwa-Trilogie bekannt sind: Die Geschichte der Abe Sada (実録阿部定, Jitsuroku Abe Sada) (1975), Watcher in the Attic (江戸川乱歩猟奇館　屋根裏の散歩者, Edogawa Rampo ryōkikan: yaneura no sanposha) (1976) und Beauty's Exotic Dance: Torture! (発禁本「美人乱舞」より責める！, Hakkimbon "Bijin ranbu" yori: Semeru!) (1977), alle drei mit der Nikkatsu Roman porno Königin Junko Miyashita in der Hauptrolle. Der erste Film dieser Trilogie erzählte die Geschichte von Sada Abe ein Jahr vor Nagisa Ōshimas internationalem Film Im Reich der Sinne (愛のコリーダ, Ai no korīda) (1976), der die gleiche Geschichte erzählte. Obwohl seine Karriere zu seiner Zeit im Schatten von Regisseuren wie Tatsumi Kumashiro und Chūsei Sone stand, wird Tanaka heute von vielen Kritikern als der beste von Nikkatsus Roman porno-Regisseuren betrachtet.

## Leben und Karriere

### Frühes Leben
Tanaka wurde am 15. August 1937 in Hakuba in der Präfektur Nagano geboren. Er studierte französische Literatur an der Meiji-Universität in Tokio. Tanaka sagte, dass sein Interesse am Kino auf einem Umweg entstand. Zu Beginn seines Lebens wollte er Romanautor werden. Sein Interesse am Schreiben verlagerte sich auf die Poesie. Tanaka erinnert sich: "Ich habe viele Gedichte geschrieben. Jeder Ausdruck in einem Gedicht kann unzählige Bedeutungen enthalten, sonst wäre es kein gutes Gedicht. Mit anderen Worten, jeder Ausdruck bietet eine Menge an Bildern. Dann dachte ich, dass ich umgekehrt auch Bilder verwenden könnte, um meine poetische Welt auszudrücken. Ich dachte, die Bilderwelt des Filmemachens könnte das sein, was ich erforschen sollte."
Während der Arbeit an seiner Dissertation, die sich mit diesem Interesse an der Beziehung zwischen Bildern und Literatur befasste, nahm Tanaka einen Teilzeitjob in einem Filmstudio an, um Kenntnisse über die Filmproduktion aus erster Hand zu erwerben. Er arbeitete als Produktionsassistent bei Kurosawas Yojimbo (用心棒, Yōjimbō) (1961), eine Erfahrung, die Tanakas Begeisterung für die Filmindustrie weckte. Nach seinem Abschluss bewarb er sich bei den Nikkatsu-Studios um eine Stelle als Regieassistent und bekam die Stelle, nachdem er die Aufnahmeprüfung bestanden hatte. In dieser Funktion arbeitete er unter einigen der damals besten Regisseure des Studios, darunter Seijun Suzuki und Shōhei Imamura. Zu den Filmen, an denen Tanaka zu dieser Zeit arbeitete, gehörte Imamuras "Einführung in die Menschenkunde" (「エロ事師たち」より 人類学入門 „Erogotoshitachi“ yori: jinruigaku nyūmon).

### Roman porno bei Nikkatsu
In den späten 1960er Jahren geriet Nikkatsu in ernsthafte finanzielle Schwierigkeiten, da zunehmend Zuschauer an das Fernsehen verloren gingen und vermehrt westliche Filme auch in Japan veröffentlicht wurden. Um den Konkurs zu vermeiden, beschloss Takashi Itamochi, der Präsident von Nikkatsu, die hohen Produktionswerte und das professionelle Talent des Unternehmens in die Pornofilmindustrie zu investieren, um ein neues Publikum zu gewinnen. Nikkatsu nannte seine Pink Film-Reihe (Pinku eiga) "Roman porno" und startete die Serie im November 1971. Zu dieser Zeit verließen viele Regisseure, die keine Sexfilme produzieren wollten, das Studio, so dass Positionen für jüngere Regisseure frei wurden. Tanaka erinnert sich an seine Einstellung zu Nikkatsus Entscheidung: "Ich war aufgeregt, stand diesen Veränderungen positiv gegenüber und war sehr begierig darauf, in diesem neuen Genre als Regisseur zu arbeiten."
Das Studio gewährte seinen Roman porno Regisseuren große künstlerische Freiheit. Abgesehen von Budget- und Zeitbeschränkungen bestand die einzige Regel darin, dass der Film die offizielle Mindestquote von vier Nackt- oder Sexszenen pro Stunde erfüllen musste. Patrick Macias verweist auf die Vielfalt der Stile, die dieses Format ermöglichte. Regisseur Chūsei Sone "spezialisierte sich auf derbe Geschichten aus der Vergangenheit", Yasuharu Hasebe "lieferte erschreckende, rohe und gewalttätige Bilder", und Tanaka schuf Filme, die "ebenso anspruchsvoll wie erotisch" waren. In späteren Jahren, als er über seine Arbeit in diesem Genre nachdachte, sagte Tanaka: "Wir können den Kern des menschlichen Wesens betrachten, ohne irgendetwas zu verschleiern, und können uns sehr ehrlich ausdrücken. Deshalb ist die Arbeit an Roman porno eine so angenehme Erfahrung."

### Roman pornoFilme
Seine erste Chance, Regie zu führen, erhielt Tanaka 1972 mit dem frühen Roman porno Beads From a Petal (花弁のしずく, Kaben no shizuku). Ursprünglich hieß der Film I Am Burning Up (燃え上がる私, Moeagaru watashi), ein Titel, den Tanaka immer bevorzugte, und handelt vom sexuellen Erwachen einer frigiden Frau. Tanaka verstand den Film als allegorische Darstellung der japanischen Nachkriegsgesellschaft und sagte später: "Nach dem Krieg litt Japan unter Frigidität, und der Film beschrieb, wie die psychologischen Wunden, unter denen Japan litt, im Laufe der Zeit durch das Leben einer jungen Frau allmählich geheilt wurden." Obwohl dieser erste Film wegen seiner schwerfälligen Symbolik kritisiert wurde, zeigte er Tanakas Fähigkeit, einem Film ein interessantes Aussehen zu geben.
Im selben Jahr drehte Tanaka Night of the Felines (雌猫たちの夜, Mesunekotachi no yoru), einen ungewöhnlich realistischen Blick auf das Leben einer Gruppe von Prostituierten. Dieser Film gilt als einer von Tanakas frühen großen Filmen. Sein Film Woman on the Night Train (夜汽車の女, Yogisha no onna) (1972), wurde seitens der Kritik mit großer Anerkennung aufgenommen. Selbst in diesem frühen Werk wird Tanakas Regie als "eine der besten im Pink Film" bezeichnet.
Im Laufe seiner Karriere wurden Tanakas Filme für ihren fantasievollen, manchmal surrealen Einsatz von Farben und poetischen Bildern vor dem Hintergrund einer rauen, brutalen Welt bekannt. 1973 drehte Tanaka den zweiten Teil der Secret Chronicle-Trilogie: Secret Chronicle: Torture Hell ((秘)女郎攻め地獄, Maruhi jorō seme jigoku). Im Gegensatz zum ersten Teil der Trilogie, einer satirischen Darstellung eines Bordells aus dem 19. Jahrhundert, war Tanakas Film ein ernsthafter Blick auf religiös-sexuelle Zeremonien in einem Tempel. Für diese Arbeit wurde Tanaka 1973 mit dem Preis der Directors Guild of Japan für neue Regisseure ausgezeichnet. Der letzte Film dieser Trilogie, Das älteste Gewerbe der Welt ((秘)式場雌市場, Maruhi shikijō mesu ichiba) (1974) kehrte zu dem satirischen Stil des ersten Films zurück. Zur Besetzung gehörte der beliebte Dichter Sakumi Hagiwara, der die denkwürdige Rolle eines Mannes spielt, der gleichzeitig Selbstmord begeht und eine Yakuza-Bande auslöscht, als er eine mit Gas gefüllte aufblasbare Sexpuppe zur Explosion bringt.
Tanakas visuelles Flair hob Private Life of a School Mistress (女教師 私生活, Onna Kyōshi: Shiseikatsu) (1973) über seine glanzlose Geschichte einer Lehrerin und ihrer romantischen Beziehung zu einem männlichen Schüler hinaus. Die Mainstream-Filmzeitschrift Eiga Geijutsu setzte den Film auf den achten Platz ihrer Liste der zehn besten Filme des Jahres. Während seiner Anstellung bei Nikkatsu drehte Tanaka auch einige Filme außerhalb des Pink-Genres für andere Studios. Für Tōei drehte er Kōbe International Gang (神戸国際ギャング, Kōbe kokusai gyangu) (1975) und Escape of Gangster Andō Noboru (安藤昇のわが逃亡とＳＥＸの記録, Andō Noboru no waga toto to sex no kiroku) (1976) in dem der Yakuza-Schauspieler Noboru Andō selbst die Hauptrolle spielte.
Tanakas Das älteste Gewerbe der Welt ((秘)色情めす市場, Maruhi: Shikijo mesu ichiba) (1974) ist ein Schwarz-Weiß-Film, der mit einer Handkamera gedreht wurde und eine fragmentierte, impressionistische Erzählstruktur aufweist. Damit gehört er gehört zu den ungewöhnlichsten Filmen der Roman porno-Reihe.
Der erste Film in Tanakas Shōwa-Trilogie, Die Geschichte der Abe Sada (実録阿部定, Jitsuroku: Abe Sada) (1975) ist konventioneller als die meisten seiner Filme, wird aber von der Kritik hoch geschätzt. Tanaka war stolz auf seine Fähigkeit, mit einem minimalen Budget einen hochwertigen Film zu produzieren. Nikkatsu stellte für seine Roman porno Filme 7.500.000 Yen (ca. 65.000 US$) zur Verfügung, aber Tanaka verwendete nur etwa 6.600.000 Yen für Die Geschichte der Abe Sada. Später erklärte Tanaka: "Ich habe es geschafft, den Film für etwa 900.000 Yen unter dem Budget zu drehen. Ich glaube, das hängt von dem ursprünglichen Konzept ab. Ich war zuversichtlich, dass, solange das Konzept gut war, es ein großartiger Film werden würde, der jeden dieser Filme, die für 10.000.000 Yen gemacht wurden, schlagen würde. Ich denke, das ist das Interessanteste am Filmemachen: Es ist so unvorhersehbar. Abe Sadas einfache Lippenbewegung könnte mehr aussagen und für das Publikum ansprechender sein als Tausende von Pferden, die auf einer Wiese herumrennen. Es ist möglich, dass eine Lippenbewegung effektiver ist als Tausende von Pferden, und deshalb ist das Filmemachen sehr kreativ und unglaublich interessant."
Der zweite Teil von Tanakas Shōwa-Trilogie, Watcher in the Attic (江戸川乱歩猟奇館　屋根裏の散歩者, Edogawa Rampo ryōki-kan: Yaneura no sanposha) (1976), in dem auch Junko Miyashita als Sada Abe die Hauptrolle spielt, bedeutete für Tanaka den Durchbruch. Magill's Survey of Cinema nennt diese Adaption eines Romans von Rampo Edogawa "ein fulminantes Fantasievergnügen." Im Jahr 1970 hatte der Ehemann der Schauspielerin Rumi Tama, der Regisseur Akitaka Kimata, Gründer von Pro Taka und Million Film, die Geschichte in einen Pink Film umgeschrieben. Die Mainstream-Kritiker erkannten, dass Tanakas Arbeit in diesem Film ihn von seinen bescheidenen Ursprüngen im Pink Film-Genre abhob. Das Peer Cinema Club Annual, eine konservative Publikation, die sich normalerweise nicht mit Pink-Filmen beschäftigte, beurteilte ihn als "eine perfekte Verbindung von Dekadenz und Kunst". Tanakas Darstellungen von Edogawas ero guro nansensu-Stil, Voyeurismus und der Taishō-Periode hatten Einfluss auf spätere Filme wie Kazuyoshi Okuyamas Mystery of Rampo (1994), Akio Jissōjis Rampo-Filme, darunter The D-Slope Murder Case (1998), und Rampo Noir (2005).
Der dritte Film der Shōwa-Trilogie, Beauty's Exotic Dance: Torture! (発禁本「美人乱舞」より責める！, Hakkinbon "Bijin ranbu" yori: Semeru!) (1977) war zwar immer noch ein Kassenschlager, kam aber bei den Kritikern nicht so gut an wie die beiden vorangegangenen Filme, was vielleicht an seinem extremeren, sadomasochistischen Thema lag.
Vergewaltigung und Tod einer Hausfrau (人妻集団暴行致死事件, Hitozuma shūdan bōkō chishi jiken) (1978) gilt trotz seines sensationslüsternen Titels als eines von Tanakas Meisterwerken und war sein großer kritischer Durchbruch im Mainstream. Kinema Jumpo verlieh dem Film 1979 die Auszeichnung "Bester Film", und Tanaka wurde bei der zweiten Verleihung der Japanese Academy Awards für diesen Film und Pink Salon: Fünf unzüchtige Frauen (ピンクサロン　好色五人女, Pink salon: Koshoku gonin onna) (ebenfalls 1978) als bester Regisseur nominiert. Pink Salon: Fünf unzüchtige Frauen wurde für seinen sympathischen Blick auf die Frauenfiguren gelobt, der für einen Roman porno eher ungewöhnlich ist. Einige Kritiker wiesen auf die Ähnlichkeit der Geschichte mit Ridley Scotts Thelma & Louise von 1991 hin.

### Spätere Jahre
Nach einigen mageren Jahren meldete sich Tanaka mit dem dritten Teil der Angel-Guts-Serie (天使のはらわた, Tenshi no harawata) zurück, dem Kritiker- und Kassenerfolg Angel Guts: Nami (天使のはらわた：なみ, Tenshi no harawata: Nami) (1980). Jasper Sharp schreibt, dass Tanakas Film in Bezug auf die Charaktere, die Handlung und die Konstruktion der zufriedenstellendste Beitrag der Serie ist, die auf einem Manga von Takashi Ishii für Erwachsene basiert. Er merkt jedoch an, dass Tanakas visuelle Darstellungen zu wild sind, was den Film für die meisten Zuschauer schwer verdaulich macht. Tanaka erinnert sich: "Ich war entschlossen, einen Film zu machen, der viel eindrucksvoller ist als der Comic. Ein Bild des Films muss viel beeindruckender sein als ein Bild des Comics. Darum geht es beim Film. Für die Szene, in der wir Namis Auge in Großaufnahme auf der Leinwand sehen, habe ich etwa 3.000 Meter Film gedreht, nur um die Details ihres Auges und [seine] Bewegung, einschließlich des Pulsierens eines Blutgefäßes, zu zeigen."
Nachdem er fast 25 Filme für Nikkatsu gedreht hatte, verließ Tanaka das Studio, um sich als Regisseur von Mainstream-Filmen für andere Studios zu versuchen. Er drehte mehrere Hits, darunter 1983 den Shōchiku-Film Village of Doom (丑三つの村, Ushimitsu no mura).  Er kehrte zu Nikkatsu zurück, um bei Monster Woman '88 (妖女伝説'８８, Yōjo densetsu '88) (1988) Regie zu führen, und zog sich dann aus der Filmindustrie zurück. Allmovie schreibt, dass Tanaka ein Regisseur von Filmen war, "die so abenteuerlich und bizarr waren, dass er bald zu einem der berühmtesten Regisseure Japans wurde", während Jasper Sharp ihn als "den visuell begabtesten der Nikkatsu-Regisseure dieser Zeit" bezeichnet. Gerade als Tanaka internationale Anerkennung zu erlangen begann, starb er am 4. Oktober 2006 an einem Gehirnaneurysma.

## Filmographie
| Titel | Darsteller/Darstellerinnen                             | Veröffentlichungsdatum |
| --- | ------------------------------------------------------ | ---------------------- |
| Beads From a Petal 花弁のしずく Kaben no shizuku                                                                         | Rie Nakagawa Keiko Maki Kazuko Shirakawa               | 1972-02-09             |
| Night of the Cats 牝猫たちの夜 Mesunekotachi no yoru                                                                     | Tomoko Katsura Hidemi Hara Ken Yoshizawa               | 1972-05-17             |
| Woman on the Night Train 夜汽車の女 Yogisha no onna                                                                      | Mari Tanaka Keiko Tsuzuki Toshihiko Oda                | 1972-07-19             |
| The Amorous Family: The Fox and the Badger 好色家族 狐と狸 Koshoku kazoku: Kitsune to tanuki                             | Mari Tanaka Mikiko Sakai Hidemi Hara                   | 1972-09-06             |
| Excitement Class: Love Techniques 官能教室 愛のテクニック Kannō kyōshitsu: Ai no technique                               | Mari Tanaka Nobutaka Masutomi Ryoji Nakamura           | 1972-11-08             |
| Love in the Afternoon: Metamorphosis 昼下りの情事 変身 Hirusagari no jōji: Henshin                                       | Miyoko Aoyama Keiko Aikawa Akira Takahashi             | 1973-01-24             |
| Confidential: The Hell of Tortured Prostitutes (秘)女郎責め地獄 Maruhi: Jorōzeme jigoku                                  | Rie Nakagawa Yuri Yamashina Hijiri Abe                 | 1973-04-14             |
| Strange Feelings During the Night 真夜中の妖精 Mayonaka no yosei                                                         | Yuri Yamashina Morio Kazama Setsuko Ohyama             | 1973-07-14             |
| Private Life of a School Mistress 女教師 私生活 Onna kyōshi: Shiseikatsu                                                 | Ayako Ichikawa Morio Kazama Hitomi Kozue               | 1973-08-25             |
| Das älteste Gewerbe der Welt (秘)色情めす市場 Maruhi: Shikijō mesu ichiba                                                | Meika Seri Genshu Hanayagi Junko Miyashita             | 1974-09-11             |
| Die Geschichte der Abe Saba 実録阿部定 Jitsuroku: Abe Sada                                                               | Junko Miyashita Hideaki Ezumi Nagatoshi Sakamoto       | 1975-02-08             |
| Kobe International Gang 神戸国際ギャング Kōbe kokusai Gang                                                               | Ken Takakura Testurō Tanba Yōko Maki                   | 1975-10-14             |
| Der Voyeur 江戸川乱歩猟奇館 屋根裏の散歩者 Edogawa Rampo ryōki-kan: Yaneura no sanposha                                  | Junko Miyashita Renji Ishibashi Tokuko Watanabe        | 1976-06-12             |
| Sex Life and Escape of the Gangster Andō Noboru 安藤昇のわが逃亡とＳＥＸの記録 Andō Noboru no waga toto to sex no kiroku | Noburo Andō Asao Koike Renji Ishibashi Maya Hiromi     | 1976-10-01             |
| Beauty's Exotic Dance: Torture! 発禁本「美人乱舞」より責める！ Hakkinbon "Bijin ranbu" yori: Semeru!                     | Junko Miyashita Hatsuo Yamaya Maya Kudo                | 1977-02-23             |
| School Mistress 女教師 Onna kyōshi                                                                                       | Eiko Nagashima Yasuo Furoya                            | 1977-10-29             |
| Vergewaltigung und Tod einer Hausfrau 人妻集団暴行致死事件 Hitozuma shudan bōkō chishi jiken                             | Hideo Murota Noriko Kurosawa Akira Sakai               | 1978-07-08             |
| Pink Salon: Fünf unzüchtige Frauen ピンクサロン 好色五人女 Pink Salon: Koshoku gonin onna                                | Erina Miyai Kyoko Aoyama Miyako Yamaguchi              | 1978-11-03             |
| Angel Guts: Nami 天使のはらわた 名美 Tenshi no harawata: Nami                                                            | Eri Kanuma Takeo Chii Minako Minushima                 | 1979-07-07             |
| Target of Lust 愛欲の標的 Aiyoku no hyōteki                                                                              | Erina Miyai Minako Mizushima Shin Nakamaru             | 1979-12-22             |
| Hard Scandal: Drifter of Sex ハードスキャンダル 性の漂流者 Hard Scandal: Sei no hyōryū-sha                               | Ako Rie Kitahara Yudo Yoshikawa                        | 1980-10-04             |
| "Love Me Strong... Love Me Hard" もっと激しくもっとつよく Motto hageshiku motto tsuyoku                                  | Maki Kawamura Izumi Shima Tatsuo Yamada                | 1981-05-15             |
| Village of Doom 丑三つの村 Ushimitsu no mura                                                                             | Masato Furuoya Kumiko Ōba Misako Tanaka Isao Natsuyagi | 1983-01-15             |
| View of the Bud 蕾の眺め Tsubomi no nagame                                                                               | Yōko Kon Mitsuru Hirata Kōichi Satō                    | 1986-04-26             |
| Monster Woman '88 妖女伝説'８８ Yōjo densetsu '88                                                                        | Naomi Ōki Harna Takase Eiko Kuroki                     | 1988-09-23             |